# NGC 2438
NGC 2438 je planetna maglica u zviježđu Krmi. 

## Vanjske poveznice
- SEDS: NGC 2438